# Phillip Hughes
Phillip Joel Hughes (Macksville, 30 novembre 1988 – Sydney, 27 novembre 2014) è stato un crickettista australiano, giocatore per il New South Wales cricket team prima e il South Australia cricket team in seguito.

## Biografia

### Morte
Nel pomeriggio del 25 novembre 2014 Hughes partecipò ad una sessione di allenamento per poter competere nel campionato Sheffield Shield al Sydney Cricket Ground quando venne colpito in modo violento nella parte inferiore dell'orecchio sinistro da una palla che aveva mancato nel tentativo di colpirla. Crollò a terra privo di sensi prima dell'arrivo dei soccorsi. Venne trasportato in ospedale per un intervento chirurgico a seguito di una dissezione dell'arteria vertebrale che portò Hughes ad un'emorragia subaracnoidea provocata dal violento impatto. Morì due giorni dopo (tre giorni prima del suo 26º compleanno) a causa della profondità della ferita.